# Sanitation Day
Sanitation Day es una película de suspenso policial nigeriana de 2021 producida, escrita y dirigida por Seyi Babatope. Está protagonizada por Blossom Chukwujekwu, Elozanam Ogbolu, Charles Inojie y Nse Ikpe-Etim. La película se basa en dos inspectores que tienen la responsabilidad principal de descubrir los detalles de cuatro perpetradores con respecto al brutal asesinato de un hombre antes de la víspera del Día del Saneamiento. Se estrenó en cines el 29 de enero de 2021 y obtuvo críticas generalmente mixtas. También fue seleccionada como una de las seis películas nigerianas en la lista del Comité de Selección nacional para presentar a los Oscar 2021.

## Sinopsis
El cadáver de un joven es encontrado en el conjunto habitacional de Baba Risi durante el saneamiento ambiental comunal de rutina el último sábado del mes. El departamento de policía debe investigar la muerte del joven que aún no ha sido identificado.

## Elenco
- Blossom Chukwujekwu como el Inspector Hassan
- Elozanam Ogbolu como el inspector Stanley
- Charles Inojie
- Nse Ikpe-Etim como Madame Suzie
- Baaj Adebule
- Chris Okagbue
- Chuka Chyke como Chukwudi
- Belinda Effah como Ekaette
- Olakunle Fawole
- Adebayo Salami como Oga Bello
- Saeed Mohammed
- Elvina Ibru

## Producción
El rodaje comenzó en marzo de 2020 y marcó el segundo proyecto del Fondo de Cine de África Occidental de FilmOne Entertainment. FilmOne Entertainment en colaboración con Pheabean Films, Huahua Media y Empire Entertainment acordaron producir la película. Sin embargo, la producción tuvo que ser suspendida poco después iniciar debido al impacto de la pandemia COVID-19. El rodaje se detuvo antes del 23 de marzo de 2020. La película se desarrolla en el contexto de 2016. Fue lanzada en Netflix el 21 de julio de 2021.

## Recepción de la crítica
En su reseña para Premium Times, Yousuph Gray dijo: "Ahora que ha tachado esto de su lista de deseos, esperamos que Babatunde vuelva a hacer películas identificables y menos complicadas porque 'Sanitation Day' no deja una impresión duradera. Es olvidable, en el mejor de los casos" y le otorgó una calificación de 3/10.